# إيفا فيشر
إيفا فيشر (بالكرواتية: Eva Fischer) هي رسامة كرواتية، ولدت في 19 نوفمبر 1920 في داروفار في كرواتيا، وتوفيت في 7 يوليو 2015 في روما في إيطاليا.